# Liste des monuments historiques de Masevaux
Ce tableau présente la liste de tous les monuments historiques de Masevaux (Haut-Rhin), classés ou inscrits.

## Monuments historiques
Selon la base Mérimée, il y a 10 monuments historiques à Masevaux, inscrits ou classés.
| Monument                                                                            | Adresse                                  | Coordonnées                      | Notice         | Protection | Date | Illustration                    |
| ----------------------------------------------------------------------------------- | ---------------------------------------- | -------------------------------- | -------------- | ---------- | ---- | ------------------------------- |
| Abbaye chapelle                                                                     | 9, place des Alliés                      | 47° 46′ 23″ nord, 6° 59′ 50″ est | « PA00085509 » | Classé     | 1898 | Abbayechapelle                  |
| Cour noble Capplerhof (ancienne tannerie Chagué) façades, toiture, passage d'entrée | 7, rue de l'Ancien-Hôpital               | 47° 46′ 28″ nord, 6° 59′ 45″ est | « PA00085510 » | Inscrit    | 1987 | Image manquante Téléverser      |
| Église Saint-Martin façade, tour                                                    | Place du Lieutenant-Colonel-de-Gayardon  | 47° 46′ 35″ nord, 6° 59′ 45″ est | « PA00085511 » | Inscrit    | 1937 | Église Saint-Martinfaçade, tour |
| Fontaine fontaine                                                                   | Place des Alliés                         | 47° 46′ 24″ nord, 6° 59′ 48″ est | « PA00085512 » | Inscrit    | 1937 | Fontainefontaine                |
| Fontaine fontaine                                                                   | Place Clemenceau                         | 47° 46′ 29″ nord, 6° 59′ 52″ est | « PA00085513 » | Inscrit    | 1937 | Fontainefontaine                |
| Hôtel de ville façades, toitures                                                    | 5, rue du Maréchal-de-Lattre-de-Tassigny | 47° 46′ 25″ nord, 6° 59′ 50″ est | « PA00085514 » | Inscrit    | 1937 | Hôtel de villefaçades, toitures |
| Maison portail d'entrée                                                             | 14, place des Alliés                     | 47° 46′ 24″ nord, 6° 59′ 47″ est | « PA00085515 » | Inscrit    | 1937 | Image manquante Téléverser      |
| Maison portail d'entrée                                                             | 16, place des Alliés                     | 47° 46′ 24″ nord, 6° 59′ 47″ est | « PA00085516 » | Inscrit    | 1937 | Image manquante Téléverser      |
| Maison portail d'entrée                                                             | 22, place des Alliés                     | 47° 46′ 24″ nord, 6° 59′ 46″ est | « PA00085517 » | Inscrit    | 1937 | Image manquante Téléverser      |
| Maison façades, toitures                                                            | 15, rue Meyenberg                        | 47° 46′ 28″ nord, 6° 59′ 43″ est | « PA00085518 » | Inscrit    | 1987 | Image manquante Téléverser      |

## Mobiliers historiques
Selon la base Palissy, il y a 14 objets monuments historiques à Masevaux.
| Monument historique                                                                                              | Localisation                                                          | Protection | Date de la protection | Référence            | Photo |
| --- | --------------------------------------------------------------------- | ---------- | --------------------- | -------------------- | ----- |
| tympan : L'Annonciation                                                                                          | chapelle de la Bienheureuse Vierge Marie, dite grotte de Sainte-Odile | classé     | 1999                  | Notice no PM68000739 |       |
| groupe sculpté : Vierge de Pitié                                                                                 | chapelle de la Vierge Douloureuse                                     | inscrit    | 1997                  | Notice no PM68001231 |       |
| cloche | église catholique Saint-Martin                                        | inscrit    | 2002                  | Notice no PM68001429 |       |
| statue : Christ en croix                                                                                         | église catholique Saint-Martin                                        | inscrit    | 1985                  | Notice no PM68001113 |       |
| tableau ex-voto et son cadre : la Vierge à l'enfant apparaissant à l'abbesse Anne-Marie de Hagenbach             | église catholique Saint-Martin                                        | classé     | 2010                  | Notice no PM68000972 |       |
| groupe sculpté : Calvaire                                                                                        | église catholique Saint-Martin                                        | classé     | 2010                  | Notice no PM68000971 |       |
| coffret-reliquaire de Saint-Érasme                                                                               | église catholique Saint-Martin                                        | classé     | 2004                  | Notice no PM68000825 |       |
| tableau : Christ gisant                                                                                          | église catholique Saint-Martin                                        | classé     | 1999                  | Notice no PM68000740 |       |
| dalle funéraire de Nicolas Frédéric de Rothenbourg et de son épouse Anne Jeanne de Rosen décédés en 1716 et 1737 | église paroissiale Saint-Martin                                       | classé     | 1984                  | Notice no PM68000485 |       |
| statue : Saint-Antoine abbé                                                                                      | église paroissiale Saint-Martin                                       | classé     | 1984                  | Notice no PM68000484 |       |
| 4 statues : deux anges, deux putti                                                                               | église paroissiale Saint-Martin                                       | classé     | 1984                  | Notice no PM68000483 |       |
| statue : Saint-Martin de Tours                                                                                   | église paroissiale Saint-Martin                                       | classé     | 1984                  | Notice no PM68000482 |       |
| statue : Vierge de douleur                                                                                       | église paroissiale Saint-Martin                                       | classé     | 1984                  | Notice no PM68000481 |       |
| groupe sculpté : Vierge de Pitié                                                                                 | église paroissiale Saint-Martin                                       | classé     | 1984                  | Notice no PM68000231 |       |